# 常総鉄道キハ11形気動車
常総鉄道キハ11形気動車（じょうそうてつどう キハ11がたきどうしゃ）は、常総鉄道（関東鉄道の前身で、現在の常総線を運営した）が1928年（昭和3年）に導入した気動車である。また、この車両は常総鉄道初の内燃動力車で、竜崎鉄道に次ぐ早い時期の導入であった。

## 概要・運用
常総鉄道は、1913年（大正2年）の路線開業以来蒸気機関車を主力としてきたが、旅客輸送面でのさらなる効率化を目指すため、ガソリン動車の導入を計画していた。そして1928年2月23日にガソリン動車併用についての鉄道大臣の許可を得て、大阪府堺市の梅鉢鉄工所でキハ11・12の2両が製造された。同年9月27日には竣工届が提出され、運用が開始された。2両の新設費は2万451円だった。この車両の導入によって従来よりスピードアップされ、稼働率も年々上がっていった。その後、キハ11は1934年（昭和9年）12月に上州鉄道に譲渡され同社のキハ3になり、東武鉄道に買収されてからは越生線で運用され、1950年（昭和25年）3月に廃車となった。キハ12は1937年（昭和12年）3月に竜崎鉄道に譲渡され、同年4月にキハ15に改番された。1954年（昭和29年）4月に廃車となった。

## 車両年表

### キハ11
- 1928年（昭和3年）
  - 2月23日 - ガソリン動車併用についての認可。「瓦斯輪動力併用ノ件 認可 鐵道大臣」[2]
  - 下期[5] - 梅鉢鉄工所と車両購入の契約を締結。「自動機客車2輛購入ノ契約ヲ大阪府堺市梅鉢工場ト締結セリ」[1]
  - 8月21日 - 車両設計変更。「瓦斯輪客車設計變更ノ件 認可 鐵道大臣」[6]
  - 9月27日 - 車両竣工。竣工届提出[1]。
- 1934年（昭和9年）
  - 12月 - 上州鉄道に譲渡。同社のキハ3となる[1]。
- 1937年（昭和12年）
  - 1月10日 - 上州鉄道の路線が東武鉄道に譲渡。東武鉄道の車両となる。
- 1950年（昭和25年）
  - 3月 - 廃車。

### キハ12
- 1928年（昭和3年）
  - 2月23日 - ガソリン動車併用についての認可。「瓦斯輪動力併用ノ件 認可 鐵道大臣」[2]
  - 下期 - 梅鉢鉄工所と車両購入の契約を締結。「自動機客車2輛購入ノ契約ヲ大阪府堺市梅鉢工場ト締結セリ」[1]
  - 8月21日 - 車両設計変更。「瓦斯輪客車設計變更ノ件 認可 鐵道大臣」[2]
  - 9月27日 - 車両竣工。竣工届提出[1]。
- 1937年（昭和12年）
  - 3月 - 竜崎鉄道に譲渡[3]。
  - 4月 - キハ15に改番[4]。
- 1954年（昭和29年）
  - 4月 - 廃車[4]。